# Platanthera kinabaluensis
Platanthera kinabaluensis är en orkidéart som beskrevs av Friedrich Fritz Wilhelm Ludwig Kraenzlin och Robert Allen Rolfe. Platanthera kinabaluensis ingår i släktet nattvioler, och familjen orkidéer. Inga underarter finns listade i Catalogue of Life.